# Leuchtturm Sarytsch
Der Leuchtturm Sarytsch steht am südlichsten Punkt der Krim und damit auch der Ukraine. Es ist ein weißer, runder, sich verjüngender Gusseisenturm mit Laterne und Galerie. Daneben steht ein  1½-stöckiges Wärterhaus mit grünem Dach.
Die Anlage liegt auf dem Kap Sarytsch, etwa 40 km südöstlich von Sewastopol. Standort und Turm sind geschlossen.

## Geschichte

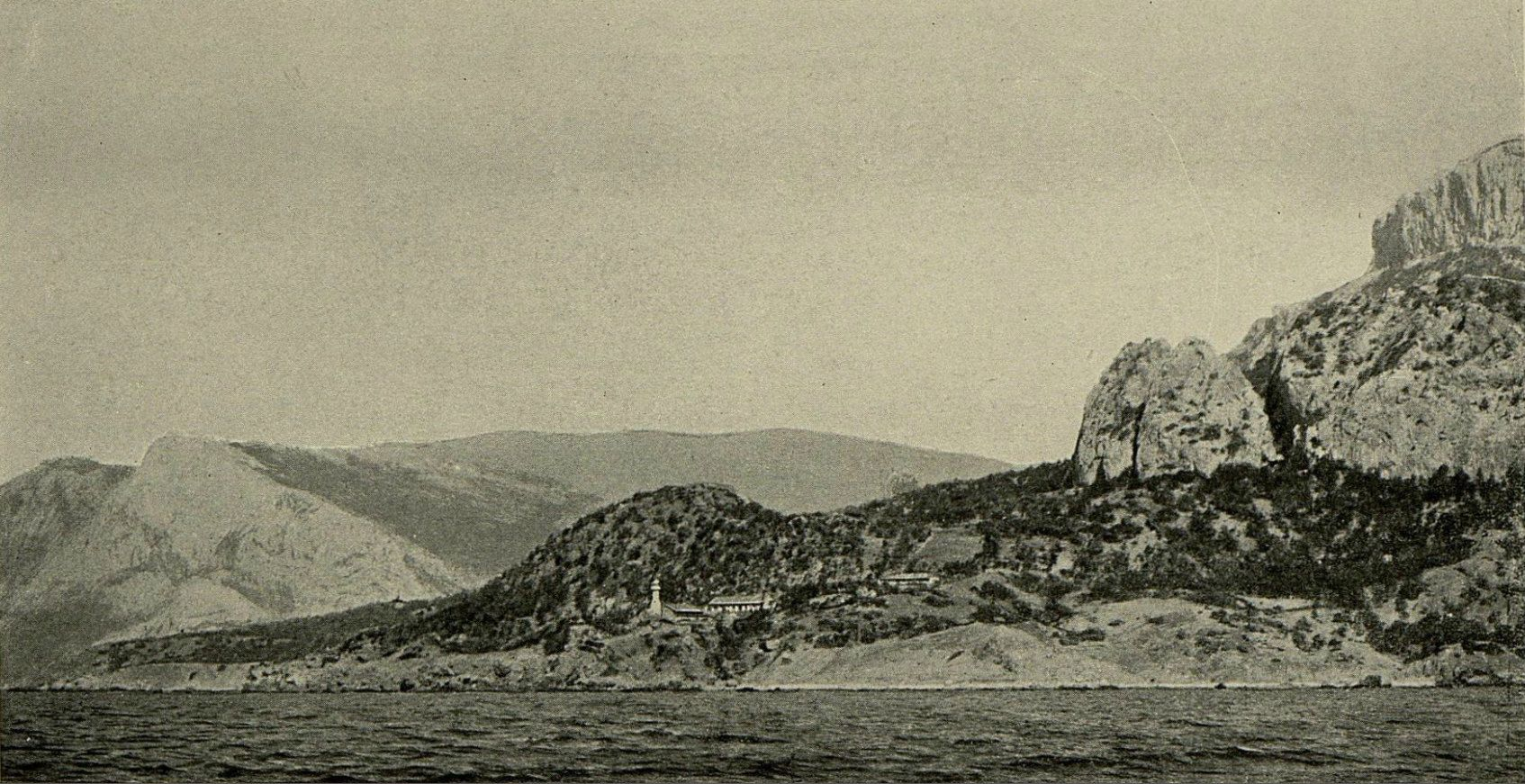

Das Kap befand sich auf dem Territorium mit dem Namen Comperia (russisch Комперия). Das hier befindliche Anwesen gehörte einmal Natalia Prikot (geb. Comper). Zunächst schenkte sie der örtlichen Marineabteilung ein Grundstück für den Bau eines Leuchtturms. Später verlangte sie eine Entschädigung. Vertreter der Marineabteilung kauften das Gelände. Der Leuchtturm selbst wurde bereits 1863 in Frankreich bestellt und diente 20 Jahre lang an anderer Stelle der russischen Flotte. Als die Idee zum Bau eines Leuchtturms am Kap Sarytsch aufkam, war dieser Leuchtturm längst abgebaut und befand sich in den Lagerhäusern der Mykolajiw-Werften. Später wurde er zur Laspi-Bucht transportiert und von dort kam er an seinen heutigen Standort. Der Leuchtturm wurde auf einer niedrigen Klippe installiert und am 20. August 1898 in Betrieb genommen.
Am südlichsten Punkt der Halbinsel Krim gelegen, wurde der Leuchtturm in der frühen Sowjetzeit (1920er Jahre) wegen seiner abgelegenen Lage aufgegeben. Diese Lage erwies sich allerdings während des Zweiten Weltkriegs als Vorteil, da deutsche Truppen das Gebiet nie besetzten. Während des Zweiten Weltkriegs wurde der Leuchtturm beschädigt, aber ein Leuchtturmwärter hatte die alten Baupläne bewahrt, nach denen das Gebäude dann restauriert werden konnte. Es war eine von mehreren Stationen, die auch vor der völkerrechtswidrigen Annexion der Krim durch Russland von der russischen Marine verwaltet wurden.